# Райнер (Монферат)
Райнер I Монфератски (на италиански: Ranieri I del Monferrato; на немски: Rainer, * 1084, † 1136) от род Алерамичи е през 1100–1136 г. маркграф на Монферат.

## Произход
Той е син на маркграф Вилхелм IV и Ота от Алие, дъщеря на Тибалдо от Алие.

## Биография
Жени през 1105 г. за Гизела Бургундска († сл. 1133), дъщеря на граф Вилхелм I Велики от Бургундия (Иврейска династия) и Стефания де Лонгви. Гизела е вдовица на граф Хумберт II Савойски и майка на Аделхайд Савойска, която през 1115 г. се омъжва за крал Луи VI от Франция и е майка на кралете Филип Френски и Луи VII.
Райнер е споменат за пръв път в документ от 23 март 1111 г. като маркграф. През 1126 и 1133 г. той и други от фамилията му дават собственост на Цистерцианския манастир „Санта Мария ди Лучедио“ при Трино. 
През 1111 - 1116 г. е при император Хайнрих V.

## Брак и потомство
Райнер и Гизела имат един син и четири дъщери:
- Жана († 1191), ∞ 1127 за Вилхелм Клитон († 1128), граф на Фландрия (Ролониди)
- Вилхелм V Стари (* ок. 1100, † 1191), маркграф на Монферат
- Матилда († сл. 1166), ∞ за Алберто ди Маса († 1148/66), маркграф на Гави и Пароди (Отбертини)
- Аделазия, 1167/69 калугерка във Вандийо (Прованс)
- Изабела, ∞ за Гуидо IV († сл. 1172), граф на Биандрате (Иврейска династия).